# Live in Amsterdam (album de Toto)
Pour les articles homonymes, voir Live in Amsterdam.
Albums de Toto
Through the Looking Glass
(2002) Falling in Between
(2006)
Live in Amsterdam est le troisième album live du groupe de rock Toto, enregistré aux Pays-Bas en 2003 pendant la tournée Through The Looking Glass et sorti la même année. Le groupe reprend en concert ses titres les plus connus, tels que Africa, Hold the Line ou encore Home of the Brave et quelques morceaux de Trough The Looking Glass.
L'album, est accompagné d'un DVD sorti également en 2003.

## Titres
| No  | Titre                        | Durée |
| --- | ---------------------------- | ----- |
| 1.  | Girl goodbye                 |       |
| 2.  | Goodbye Eleonore             |       |
| 3.  | Child's anthem               |       |
| 4.  | I'll supply the love         |       |
| 5.  | Gift with a golden gun       |       |
| 6.  | While My Guitar Gently Weeps |       |
| 7.  | Bodhisattva                  |       |
| 8.  | Africa                       |       |
| 9.  | Waiting for your love        |       |
| 10. | Georgy Porgy                 |       |
| 11. | Lion                         |       |
| 12. | English eyes                 |       |
| 13. | Till the end                 |       |
| 14. | I Won't Hold You Back        |       |
| 15. | Rosanna                      |       |
| 16. | Afraid of love               |       |
| 17. | Hold the Line                |       |
| 18. | Home of the Brave            |       |

## Musiciens
- Bobby Kimball : chant
- Steve Lukather : guitare, chant
- David Paich : claviers, chant
- Mike Porcaro : basse
- Simon Phillips : batterie, percussions

### Musiciens additionnels
- Tony Spinner : guitare, choeurs
- John Jessel : claviers, chœurs